# Рами Клајнштајн
Рами Клајнштајн (хебр. רמי קלינשטיין‎, енгл. Rami Kleinstein; Њујорк, 10. новембар 1962) израелски је поп-рок, композитор, текстопиац, продуцент и пијаниста.
Музиком је интензивније почео да се бави током служења војног рока у Војсци Израела, где је упознао своју будућу супругу Риту Фаруз са којом је и започео музичку каријеру. Његов први студијски албум под називом У данима бомби, чији је комплетан аутор, а који је објавио 1986, постигао је златни тираж у Израелу. Током каријере објавио је укупно 18 албума. Такође је компоновао музику за бројне израелске филмове. 
Из брака са Ритом Фаруз, са којом се венчао 1988. има две кћерке. Пар се развео 2007. након 28 година брака. 